# Робертс, Джоан
Джоан Робертс (англ. Joan Roberts, 15 июля 1917 — 13 августа 2012) — американская актриса.

## Карьера
В 1941 году дебютировала на Бродвее в мюзикле «Солнечные реки». В 1943 году благодаря Оскару Хаммерстайну получила главную роль в бродвейском мюзикле «Оклахома!», которая сделала её знаменитой. Далее последовали ещё ряд ролей в бродвейских мюзиклах и опереттах, а также несколько появлений на большом экране и телевидении. Выйдя на пенсию, проживала на Лонг-Айленде, периодически проводя тренинги и семинары по пению и технике речи.

## Личная жизнь
Была замужем за доктором Джоном Дж. Донлоном. У них родился сын Джон Дж. Донлон-младший. Их брак продлился до смерти Донлона в 1965 году.